# Sébastien Torresin
Pas d'image ? Cliquez ici

a Compétitions nationales et continentales officielles uniquement.

Dernière mise à jour le 14 avril 2020.
Sébastien Torresin, né le 28 mars 1987 à Limoges, est un joueur de rugby à XV français qui évolue au poste de troisième ligne aile.